# Jesús Vaquero
Jesús Vaquero Crespo (Madrid, 1950-Ibidem., 17 de abril de 2020) fue un médico neurocirujano español, pionero en el tratamiento de lesiones medulares.

## Biografía
Nacido en Madrid en 1950. Fue director médico del Hospital La Paz y jefe de Neurocirugía del Hospital Puerta de Hierro en 1992.
Posteriormente fue nombrado sucesivamente  jefe del servicio de Cirugía General y del Aparato Digestivo del Hospital La Paz, y jefe de neurocirugía del Hospital Puerta de Hierro de Majadahonda, donde falleció a los setenta años por el COVID19.
Durante dieciocho años fue profesor de medicina en la Universidad Autónoma de Madrid, y también ocupó la Cátedra de Neurociencia de la Fundación Rafael del Pino.

## Condecoraciones
- Gran Cruz de la Orden del Dos de Mayo (2017)[5]